# Mimi Kok

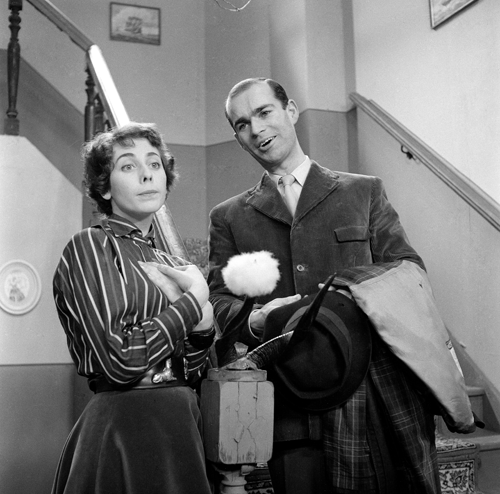
Mimi Kok y Henk van Ulsen en Pension Hommeles (1958).

Maria Christina "Mimi" Kok (25 de enero de 1934 - 19 de abril de 2014) fue una actriz de cine y televisión holandesa.

## Biografía
Kok fue descubierta por Toon Hermans después de ganar un concurso de belleza en Zandvoort en 1951. Él la contrató para llevar a cabo su espectáculo de teatro. A finales de la década de 1950 intentó su suerte en los Estados Unidos en el negocio musical, pero su intento no tuvo éxito y volvió a los Países Bajos en un estado de depresión.
Volvió a trabajar con Toon Hermans de nuevo, después de que su carrera en el teatro y en el cine y la televisión se desvanecieran. Ella tuvo dos papeles cómicos y más serios en más de 30 producciones. Fue habitual en los programas de televisión de Wim T. Schippers, interpretando el personaje "de pecho lleno" Gé Braadslee en Het es weer zo laat!, probablemente su papel más conocido.
En 2012 apareció en un programa reality de televisión, Krasse Knarren, con otras cuatro personas famosas ancianas. Más tarde en su vida ella sufría de soledad y depresión, como voluntaria en una línea telefónica de ayuda para combatir su propia soledad y ayudar a los demás.
Su último papel fue en un barco en el desfile del Orgullo Gay de Ámsterdam en 2013. En enero de 2014 fue hospitalizada con neumonía.
Kok murió el 19 de abril de 2014, después de la enfermedad pulmonar.

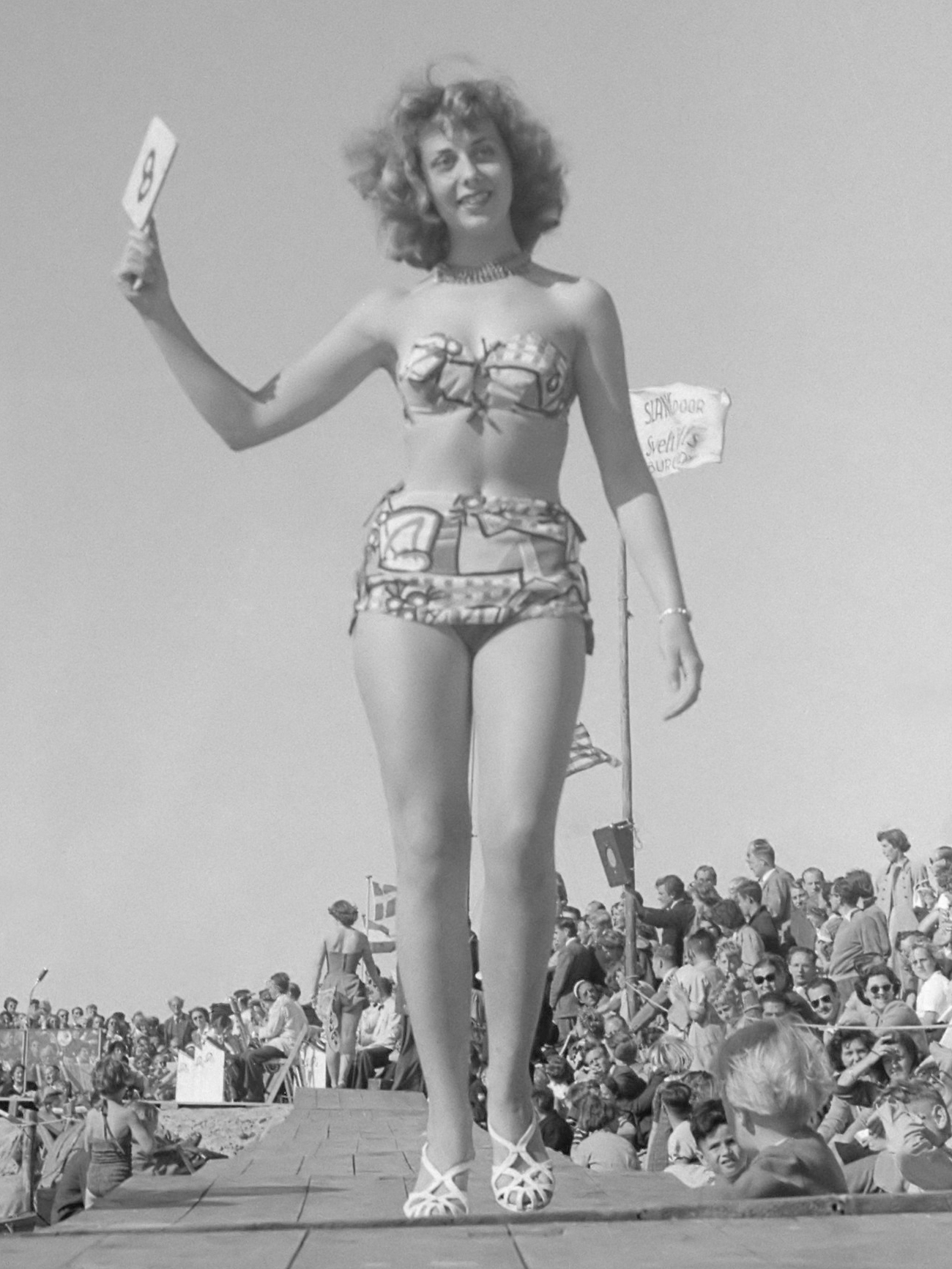
Mimi Kok en 1951, en el concurso de Miss Zandvoort.

## Filmografía

### Filme
- Paranoia (1967)
- Blue Movie (1971)
- Frank en Eva (1973)
- Red Sien (1975)
- Han de Wit (1990)
- Filmpje! (1995)
- Schoon Goed (1999)
- Terrorama (2001)
- Van Speijk (2007)

### Televisión
- Pension Hommeles (1957-1959)
- Kunt u mij de weg naar Hamelen vertellen mijnheer (cuarta temporada, 1975)
- De Fabriek (1981)
- De lachende scheerkwast (1981-1982, como Gé Braadslee)
- Opzoek naar Yolanda (1984, como Gé Braadslee)
- Plafond over de vloer (1986, como Myra Swift-Balkema)
- We zijn weer thuis (1993, como Mathilde van Setten-van der Kaap)